# Горса, Антуан-Жозеф
Антуа́н-Жозе́ф Горса́ (фр. Antoine-Joseph Gorsas) (24 марта 1752, Лимож — гильотинирован 7 октября 1793, Париж) — французский журналист, политический деятель Великой французской революции, депутат Национального Конвента.

## Биография
Сын сапожника Жана Батиста Горса и Марии Анны Пейре. Получил неплохое образование и поначалу готовился стать священником. Отказавшись от церковной карьеры, приехал в Париж, где стал давать частные уроки, в том числе, в Версальской военной школе, основанной в 1779 году. За несколько хлёстких памфлетов, направленных против существующих порядков, в 1781 году был арестован и несколько месяцев провёл в тюрьме Бисетр. Эта учинённая с ним, как он считал, несправедливость, в дальнейшем заставила его присоединиться к революционному движению.
В 1789 году с началом Революции Горса основал газету «Courrier de Versailles» («Courrier de Paris dans les provinces»), ставшую впоследствии «Courrier des départements» и распространявшуюся по всей стране. 4 октября 1789 года в Пале-Рояле публично огласил свою статью о роялистском банкете в Версале, когда в присутствии короля и королевы была растоптана национальная кокарда. На другой день вёл одну из колонн во время похода женщин на Версаль, затем препровождал королевскую семью в Париж.
Вступил в Якобинский клуб и принимал активное участие в событиях 20 июня и 10 августа 1792 года. Избранный членом Конвента от департамента Сена и Уаза, во время судебного процесса над Людовиком XVI был секретарём Собрания, проголосовал за изгнание и обращение к народу. Сначала Горса примыкал к монтаньярам, но затем перешёл в лагерь жирондистов и стал яростным обличителем вождей Горы, главным образом — Марата. В свою очередь Марат отзывался о нём так: «низкий льстец на жаловании у Неккера, потом у Байи, потом у Мотье, после 10 августа называет себя демократом». В Коммуне Парижа Горса называли «дезертиром народного дела».
Восстание 31 мая — 2 июня 1793 года положило конец политической карьере Горса. Он попал под декрет об аресте двадцати девяти жирондистов и вместе с ними бежал сначала в Эврё, а затем в Кан. После подавления федералистского мятежа 28 июля Горса был объявлен вне закона. Ему удалось перебраться в Великобританию, где мог оставаться в безопасности. Но в начале октября 1793 года Горса тайно вернулся в Париж к одной из своих бывших любовниц — Брижит Матьё, которая содержала читальный зал в Пале-Рояле. Несмотря на все меры предосторожности беглеца узнали посетители Пале-Рояля и донесли о нём властям. 7 октября Горса был арестован, немедленно предстал перед Революционным трибуналом и казнён. На эшафоте Горса вёл себя мужественно; последние слова перед казнью: «Кто слышит меня, сообщите моей жене и детям, что я умираю невиновным».